# Jaboncillo (Coahuila)
Jaboncillo es una localidad del estado mexicano de Coahuila. Es parte del municipio de Francisco I. Madero.

## Demografía
| Censo | Población |
| ----- | --------- |
| 2010  | 1 152     |
| 2020  | 1 025     |